# Шиао, Лора
Лора Шиао (англ. Lora Shiao; род. XX век, США) — американский офицер разведки, эксперт по борьбе с терроризмом. Chief operating officer Управления директора Национальной разведки. Бывший исполняющий обязанности директора Национальной разведки. Первая женщина во главе Национального контртеррористического центра (2020 год).

## Биография
Лора Шиао прослужила в разведке более 20 лет, включая службу в Министерстве обороны США, Министерстве юстиции США и в других агентствах. С 2005 по 2007 год готовила разведывательные брифинги для генерального прокурора США и директора Федерального бюро расследований. С мая 2014 года является старшим сотрудником национальной разведки. С 2014 по 2015 год была старшим советником по стратегическим программам и анализу в Национальном контртеррористическом центре (НКЦ). С 2015 по 2016 год была заместителем директора в НКЦ, отвечая за межведомственные действия в области разведывательных миссий. С 2016 по 2019 год являлась директором по разведке НКЦ, руководила анализом возможностей и намерений международных террористов. С марта 2019 года по апрель 2020 года Шиао была исполнительным директором НКЦ.
21 марта 2020 года Управление директора Национальной разведки подтвердило назначение Шиао на пост исполняющего обязанности директора НКЦ. 23 марта 2020 года она официально была назначена на этот пост, одновременно оставаясь на должности постоянного заместителя директора НКЦ. Разведывательное сообщество США положительно восприняло её назначение, поскольку предшественник Шиао на этом посту, Рассел Трэверс, был уволен ставленником президента США Дональда Трампа Ричардом Гренеллом и сообщество опасалось, что увольнение Трэверса, который на тот момент обладал более чем 40-летним опытом в военной разведке, было частью политической кампании и на его место поставят человека, не обладающего опытом. Шиао официально возглавляла НКЦ с 3 апреля 2020 по 10 августа 2020 года и была первой женщиной на этом посту. Её сменил Кристофер Чарльз Миллер.
12 октября 2020 года Шиао официально вступила в должность Chief operating officer Управления директора Национальной разведки, сменив Дейдру Уолш. На этой должности она ответственна за стратегическое управление, включая корпоративное управление, финансовые операции, информационные технологии, безопасность, контрразведку и управление талантами.
20 января 2021 года президент Джо Байден официально объявил о назначении Шиао на должность исполняющего обязанности директора Национальной разведки до утверждения Сенатом США постоянного директора Эврил Хэйнс.